# Kalkoven Putberg

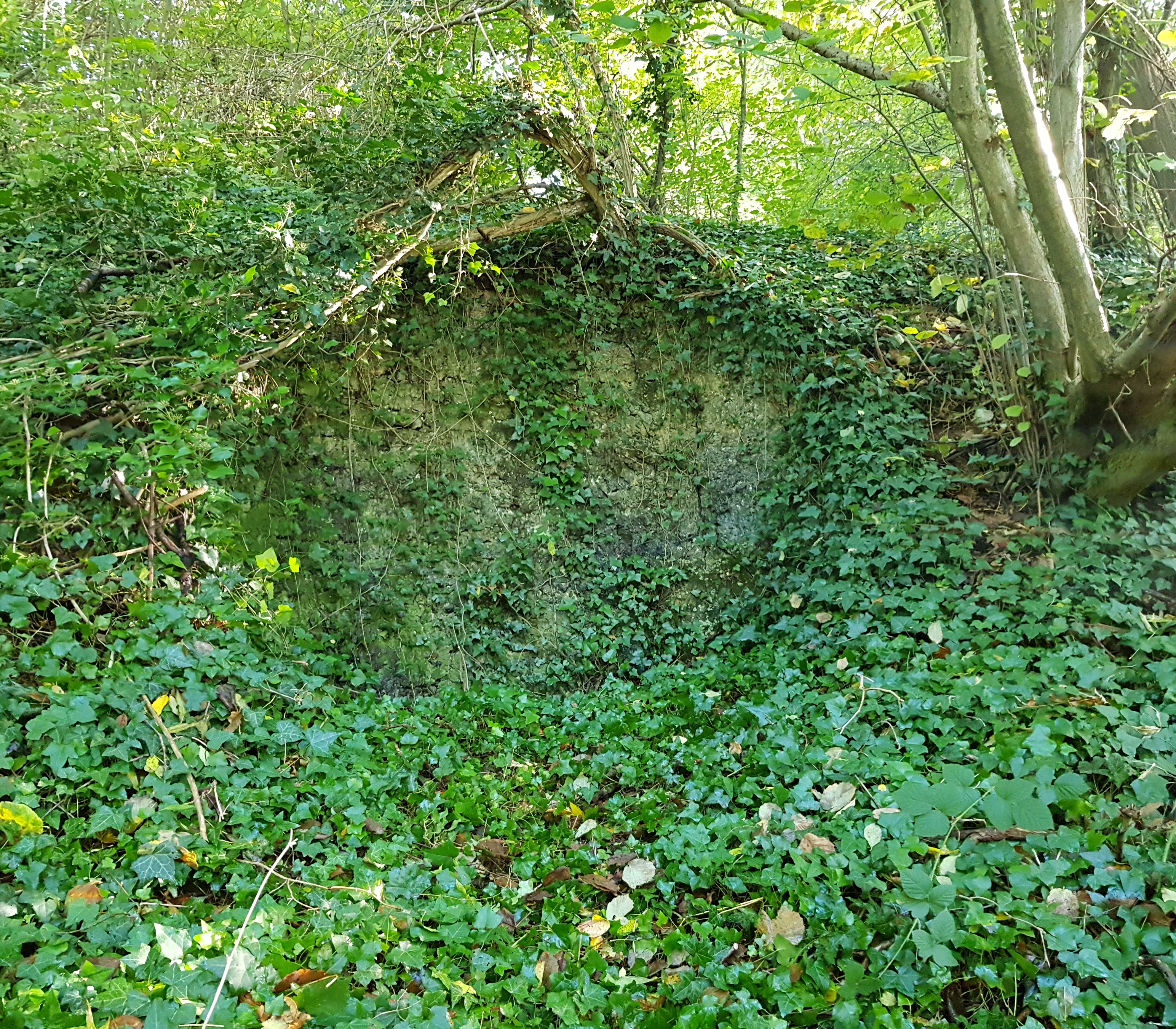
Alleen nog een deel van de ronde wand van de ovenschacht is zichtbaar, overgroeid door struweel.

De Kalkoven Putberg is een kalkbranderij in Nederlands Zuid-Limburg in de gemeente Simpelveld nabij de gemeentegrens met de gemeente Voerendaal. Het bouwwerk staat ten noordoosten van Ubachsberg in het Droogdal de Dael aan de noordwestelijke bosrand van het hellingbos de Putberg ten zuidoosten van de Daelsweg, de weg van Ubachsberg naar Welten (Heerlen).
Op ongeveer 125 meter ten zuidwesten staat de Hoeve de Daal. Op ongeveer 360 meter naar het zuidwesten staat de Kalkoven Bosrand met daarachter hoger op de heuvel gelegen de Groeve Putberg.
De kalkoven staat in de helling van de Putberg ten noordwesten van het pad door het bos. Aan de overzijde van het pad ligt een kleine dagbouwgroeve waar vroeger kalksteen werd gewonnen. Deze kleine groeve ligt ten noordoosten van de grotere Groeve Putberg.

## Geschiedenis
Tijdens de Eerste Wereldoorlog ontstond er in Nederland een groot tekort aan allerlei producten die voordien uit andere landen werden geïmporteerd. Een van die producten was kalk. Diverse ondernemers zagen kansen om met de productie van kalk geld te verdienen. In het gebied van het droogdal werden er daarom verschillende kalkovens gebouwd om de kalksteen, die ter plaatse gewonnen werd in verschillende groeves, te branden tot kalk.
Op 1 juli 1917 schreef Van Lier, actief in de Groeve Putberg, aan de burgemeester over de heer Schütz die links van de groeve van Van Lier actief was. Schütz zou van de Amsterdamse Maatschappij het werk in de groeve en kalkoven hebben overgenomen en was toen volgens de brief van Van Lier bezig om enkel de beste laag kalksteen af te graven en kwam daarmee steeds dichter bij waar Van Lier actief was met afgraven. Van Lier verzocht de burgemeester om zo spoedig mogelijk een grenspaal te plaatsen om de grens tussen beide groeves aan te geven. Naar alle waarschijnlijkheid gebruikte Schütz voor het branden van kalksteen de Kalkoven Putberg.
In 1956 woedde er een brand in de nabijgelegen Hoeve de Daal. De hoeve werd daarna weer hersteld met Kundersteen afkomstig van de kalkbranderij die daarbij grotendeels werd afgebroken.

## Oven
De kalkbranderij zou twee ovenmonden en ovenschachten gehad hebben.

## Geologie
In de groeve boven de kalkoven werd vroeger Kunrader kalksteen uit de Formatie van Maastricht gewonnen. De kalksteen ter plaatse bestond afwisselend uit lagen van hard en zacht kalksteen met aan de basis een aantal opvallend dikke harde kalksteenbanken.